# Узкол
Узкол — деревня в Конаковском районе Тверской области. Входит в состав Козловского сельского поселения.

## География
Находится в юго-восточной части Тверской области на расстоянии приблизительно 48 км на юго-запад по прямой от районного центра города Конаково на левом берегу реки Лама.
.

## История
В советское время на картах не отмечалась.

## Население
Численность населения: 7 человек (русские 100 %) в 2002 году, 7 в 2010. 